# Фридман, Алексей Максимович
Алексе́й Макси́мович Фри́дман (17 февраля 1940, Москва — 29 октября 2010, Иерусалим) — советский и российский учёный, специалист в области астрофизики и физики гравитирующих систем. Академик РАН (2000, член-корреспондент РАН с 1994). Доктор физико-математических наук (1972), профессор. Лауреат Государственной премии СССР (1989), дважды лауреат Государственной премии России (2003, 2008).

## Биография
Родился в семье хирурга, доктора медицинских наук Максима Ефимовича Фридмана (1903—1990) и учителя французского языка Фелиции Яковлевны Шейнбаум (1907—1999). Со стороны отца семья была на протяжении поколений связана с медициной: дед Ефим Иванович (Хаим Израилевич) Фридман был земским врачом, бабушка Рахиль (Мария) Эдуардовна Гиллельсон — зубным врачом.  Двоюродный брат отца — историк литературы М. И. Гиллельсон.
- в 1963 закончил Новосибирский государственный университет, учёба в аспирантуре.
- с 1966—1969 младший научный сотрудник Института ядерной физики СО АН СССР.
- с 1969—1971 старший научный сотрудник Института ядерной физики СО АН СССР
- в 1971 переведен на должность заведующего лабораторией ИЗМИРАН СО АН СССР (работал на данной должности до 1979).
- одновременно с 1963—1966 ассистент, 1966—1971 доцент, а с 1971 по 1979 заведующий кафедрой Иркутского государственного университета
- с 1979 по 1985 старший научный сотрудник, а с 1985 по 1986 зав. отделом и ведущий научный сотрудник Астросовета АН СССР.
- с 1979 по 1986 профессор МФТИ, затем с 1986 Института астрономии РАН.
- с 1991 член Комиссии оргкомитета Международного астрономического союза.
- 2010  год — скончался 29 октября в Иерусалиме, похоронен в Москве на Троекуровском кладбище.[2]

## Научная деятельность

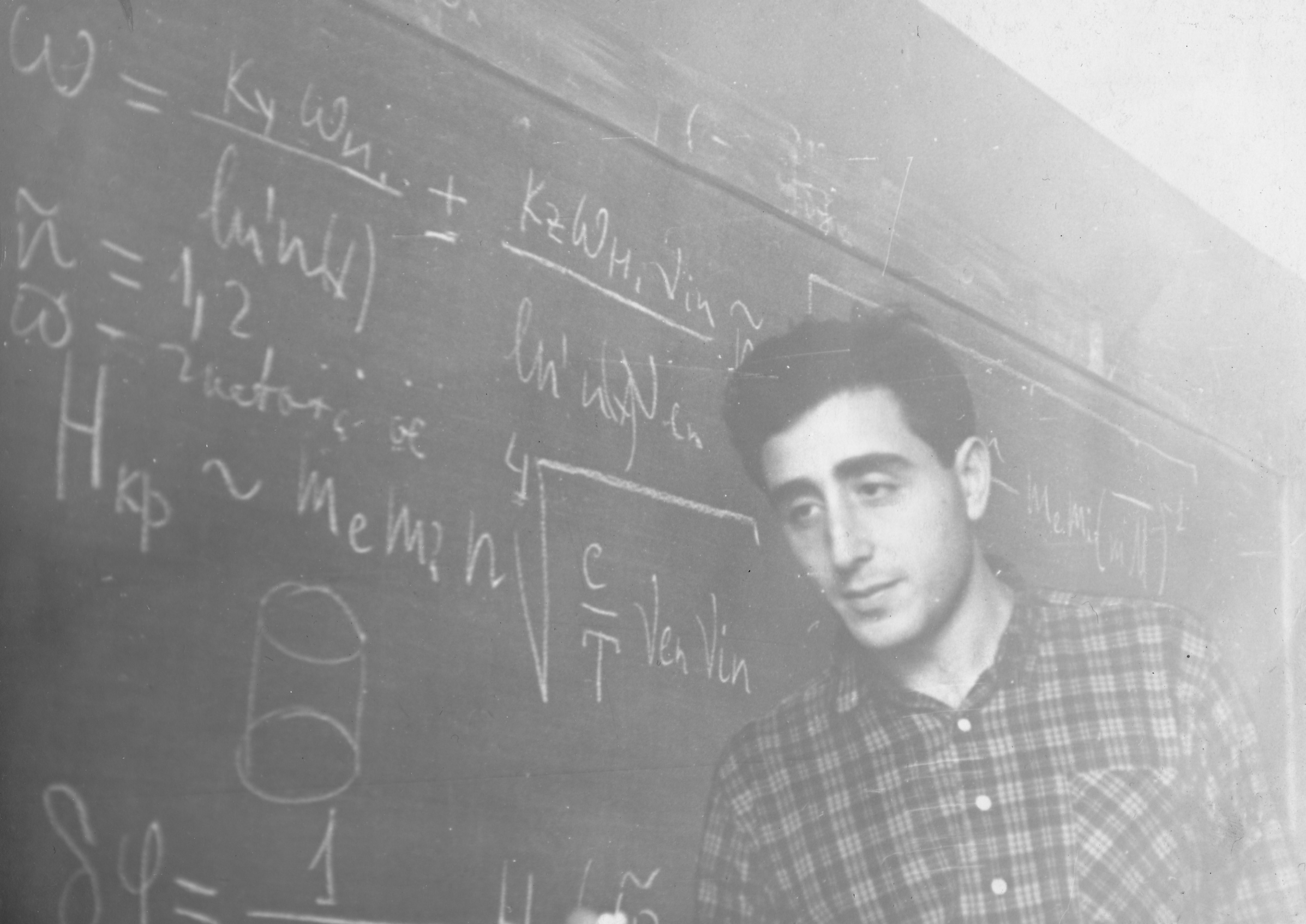
А. М. Фридман в 1970-е годы

Основные научные достижения А. М. Фридмана:
- 1971—1985 построил теорию планетных колец и предсказал открытые впоследствии малые спутники Урана.
- 1972—1996 создал гидродинамическую теорию спиральной структуры галактик
- 1975—1995 открыл новые типы неустойчивостей гравитирующей среды.

Автор около 250 научных работ по физике плазмы, квантовой физике твёрдого тела, теоретической физике, космологии, релятивистской астрофизике, общим вопросам гравифизики, динамике звездных систем, гравигидродинамике, нелинейной динамике (солитоны, ударные волны, вихри, турбулентность), динамике газовых галактических дисков, проблемам образования спиральной структуры галактик, лабораторному моделированию образования спирально-вихревой структуры, динамике аккреционных дисков, космогонии, физике планетных колец, динамике космических натянутых структур.

## Общественная позиция
В 1968 году подписал «письмо сорока шести» против нарушения законности на судебном процессе над правозащитниками в Москве в 1968 году, известном как «дело четырёх».

## Монографии
- Равновесие и устойчивость гравитирующих систем (1984, в соавт.);
- Physics of Gravitating Systems (т. 1 — 2, 1984);
- Физика планетных колец (т. 1 — 2, 1994).

## Награды

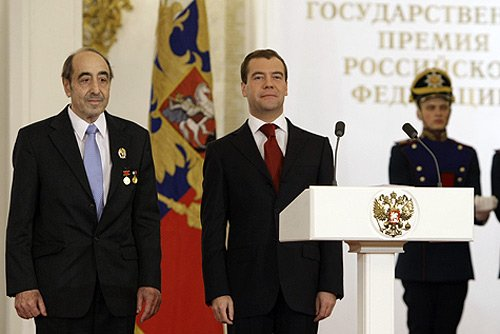
Алексей Максимович Фридман на церемонии вручения Государственной премии Российской Федерации, 2009 год

- Орден «Манас» III степени (3 сентября 2004 года, Кыргызстан) — за особые заслуги в развитии кыргызско-российского сотрудничества в области науки и образования[4]
- Государственная премия СССР (1989)
- Государственная премия Российской Федерации (2003)[5]
- Государственная премия Российской Федерации в области науки и технологий (2008)[6] (совместно с Д. А. Варшаловичем и А. М. Черепащуком)
- Премия «Триумф»